# Giulio Pace
Giulio Pace, latinizzato in Iulius Pacius a Beriga, noto anche come Giulio Pace da Beriga (Vicenza, 9 aprile 1550 – Valence, 1635), è stato un giurista e filosofo italiano.

## Biografia
Giulio Pace nacque a Vicenza, nel borgo Berga, e studiò filosofia e diritto all'Università di Padova, dove fu allievo di Jacopo Menochio e Guido Panciroli. Aderì in giovane età alla religione riformata e nel 1574, intimorito dagli ammonimenti delle autorità religiose patavine, si rifugiò a Ginevra, il principale centro del Calvinismo. L'anno successivo divenne professore; conoscitore della lingua greca antica tradusse Aristotele in latino (In Porphyrii Isagogen et Aristotelis Organum: Commentarius analyticus). A Ginevra sposò Isabella (o Lucrezia) Venturina, una ragazza protestante originaria di Lucca.
Nel 1585 ottenne la cattedra di diritto all'Università di Heidelberg che conservò fino al 1594. Ad Heidelberg pronunciò una famosa prolusione dal titolo De iuris civilis difficultate ac docendi methodo. Sempre ad Heidelberg Pace fu coinvolto in una polemica con Scipione Gentili. Gentili, non avendo ottenuto nel 1587 la cattedra di Istituzioni alla quale aspirava, accusò Pace di averlo boicottato e gli rivolse delle offese in un componimento poetico indirizzato a Ippolito Colli (Epos ad Hippolitum a Collibus). Offeso, Pace denunciò Gentili davanti al Senato accademico, costringendolo infine a lasciare Heidelberg per Altdorf bei Nürnberg. Ebbe anch'egli fastidi con le autorità accademiche di Heidelberg per le sue simpatie per il Ramismo
Dal 1594 al 1619 Pace insegnò in numerose università (Sedan, Ginevra, Montpellier, Nîmes, Aiax, Valence). Nel 1619 rese pubblica la sua abiura al protestantesimo; quell'anno ebbe la cattedra all'Università di Padova e scrisse De Dominio maris Adriatici, un'opera a favore della Repubblica di Venezia che gli valse anche il cavalierato. Nel 1621 tornò nuovamente a Valence dove rimase fino alla morte, avvenuta all'età di 85 anni.
La sua edizione dell'Organon di Aristotele, fu inclusa in un'edizione bilingue (greco-latino) delle opere di Aristotele edita da Isaac Casaubon ed ebbe ampia diffusione soprattutto nel Nord Europa.
Nel 1595 pubblicò a Sedan le Institutiones logicae e nel 1597 a Francoforte il suo importante commento In Porphyrii Isagogen et Aristotelis Organum, Commentarius Analyticus.

## Opere

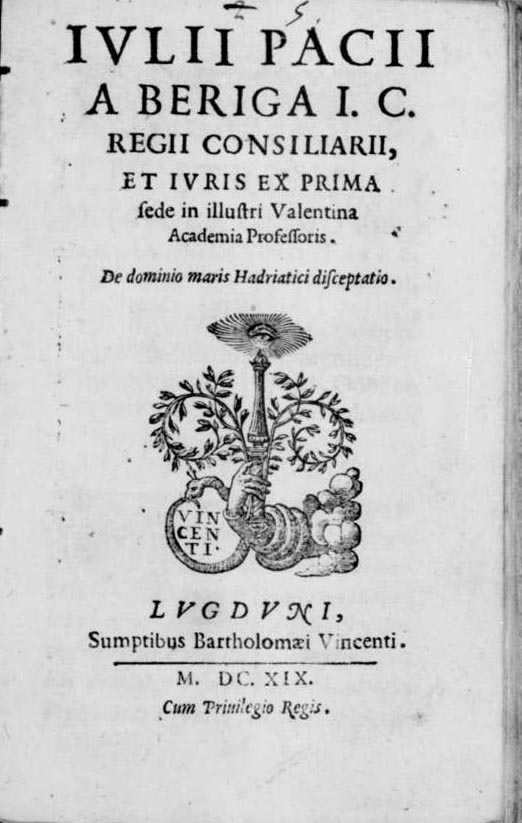
De dominio maris Hadriatici, 1619

- Imp. Caes. Iustiniani Institutionum libri IV, Adnotationibus ac notis doctiss. scriptorum illustrati & adaucti. Quibus adiunximus appendicis loco, leges XII tab. explicatas. Vlpiani tit. XXIX adnotatos. Caii libros II Institut. Studio & opera Ioannis Crispini At. In ac postrema editione accesserunt; Iul. Pacio I.C. auctore, Ginevra: apud Eustathium Vignon, 1578
- Ἐναντιόφαν. seu Legum conciliatarum centuriae III, Spirae: typis Bernardi Albini, 1586
- De rebus creditis, seu De obligationibus qua re contrahuntur, et earum accessionibus, ad quartum librum Iustinianei Codicis, Commentarius; accesserunt tres indices, Spirae Nemetum: apud Bernardinum Albinum, 1596
- Tractatus de contractibus et rebus creditis, seu de obligationibus quae re contrahuntur et earum accessionibus, ad quartum librum Iustinianei Codicis, doctissimi cuiusdam I.C. commentarius. Accesserunt tres indices, vnus titulorum, eo quo explicantur ordine descriptorum, alter eorundem titulorum ordine alphabetico, tertius rerum & verborum in toto opere memorabilium, Parisiis: apud Franciscum Lepreus, 1598
- (LA) Isagogica in Institutiones imperiales, vol. 1, Lyon, Barthélemy Vincent, 1616.
- (LA) Oeconomia iuris utriusque, tam civilis quam canonici, vol. 2, Lyon, Barthélemy Vincent, 1616.
- (LA) Methodicorum ad iustinianeum Codicem libri, vol. 3, Lyon, Barthélemy Vincent, 1616.
- (LA) Analysis Codicis, vol. 4, Lyon, Barthélemy Vincent, 1616.
- Artis Lullianae emendatae libri IV Quibus docetur methodus, ad inueniendum sermonem de quacumque re, Valentiae: apud Petrum Pinellum, 1618
- (LA) De dominio maris Hadriatici, Lyon, Barthélemy Vincent, 1619.